# Gare de Saint-Maixent (Deux-Sèvres)
La gare de Saint-Maixent (Deux-Sèvres) est une gare ferroviaire française de la  ligne de Saint-Benoît à La Rochelle-Ville, située sur le territoire de la commune de Saint-Maixent-l'École dans le département des Deux-Sèvres en région Nouvelle-Aquitaine.
C'est une gare de la Société nationale des chemins de fer français (SNCF) desservie par des TGV et des trains TER Nouvelle-Aquitaine.

## Situation ferroviaire
Établie à 65 mètres d'altitude, la gare de Saint-Maixent est située au point kilométrique (PK) 49,986 de la ligne de Saint-Benoît à La Rochelle-Ville, entre les gares ouvertes de La Mothe-Saint-Héray et de La Crèche.

## Histoire
En 2019, selon les estimations de la SNCF, la fréquentation annuelle de la gare était de 177 546 voyageurs.

## Service des voyageurs

### Accueil

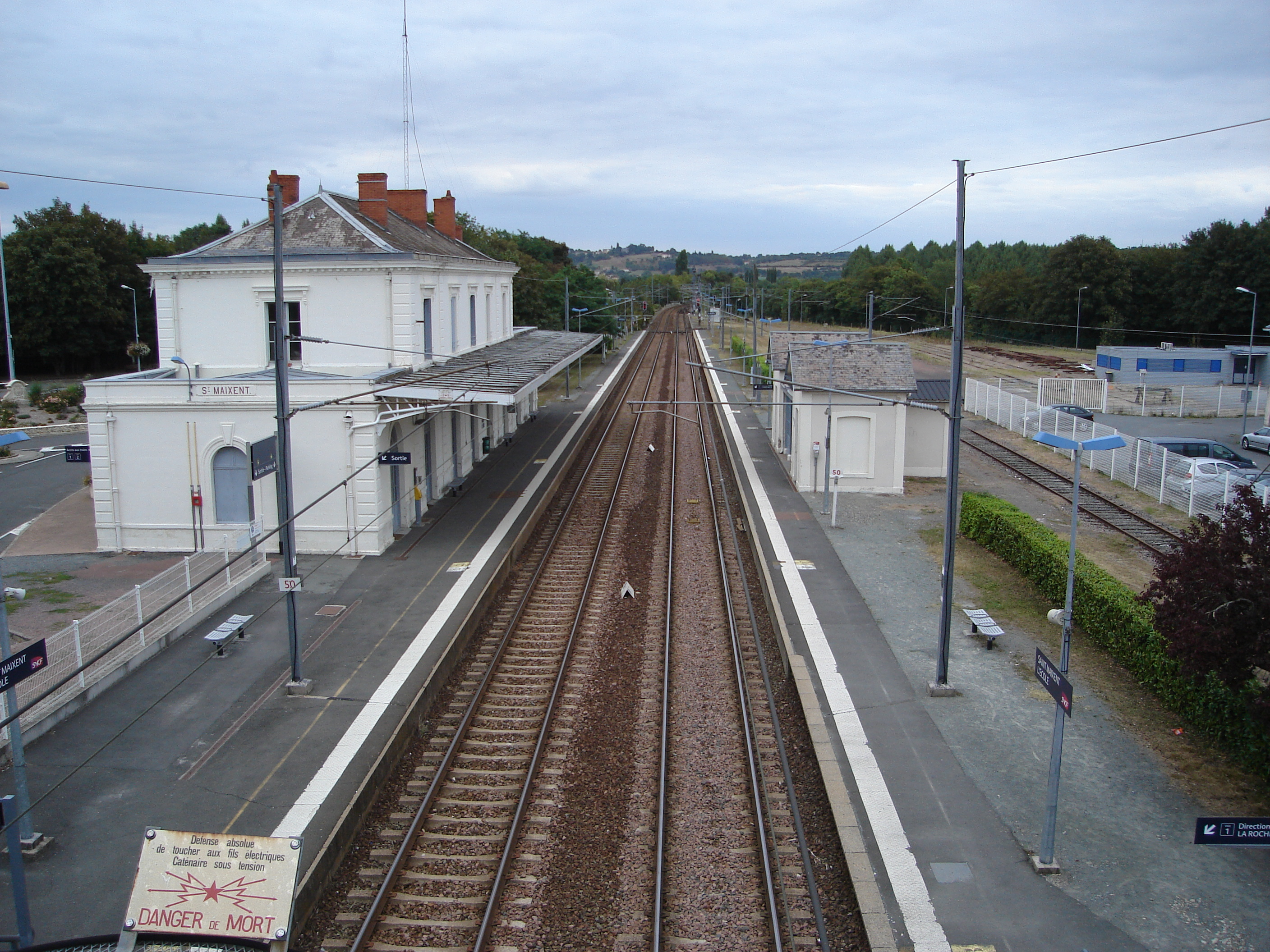
Vue d’ensemble de la gare et des quais depuis la passerelle.

Gare SNCF, elle dispose d'un bâtiment voyageurs avec guichets ouverts tous les jours. Elle est équipée de deux quais avec abris. Le changement de quai se fait par une passerelle.

### Desserte
La gare est desservie par des TGV Atlantique sur la relation Paris - La Rochelle. En 2013, six aller-retour quotidiens sont proposés entre Paris et La Rochelle, mais seul un TGV sur deux s’arrête en gare de Saint-Maixent. Elle est aussi desservie par des trains du réseau TER Nouvelle-Aquitaine (ligne Poitiers - La Rochelle). En 2018, plus que deux aller-retour quotidiens sont proposés entre Paris et Saint-Maixent. 2021 est l’année du rebond avec 5 allers entre Paris et Saint-Maixent et 3 au retour la semaine et 3 le week-end.